# Dole, Škocjan v Podjuni
Dole (nemško Duell) je naselje v Občini Škocjan v Podjuni v Okraju Velikovec na Koroškem v Avstriji.